# Journal of Hellenic Studies
Journal of Hellenic Studies (сокр. JHS) — рецензируемый британский научный журнал статей, посвящённых эллинистике, то есть изучению языка, литературы, истории и археологии Древней Греции. Также в журнале публикуются обзоры выходящей литературы, посвящённой этой теме. Выходит ежегодно (раз в год), с 1880 года по настоящее время, издаётся Издательством Кембриджского университета для «Общества содействия эллинистике» (Society for the Promotion of Hellenic Studies). В ВДИ его называли: "«солидный» английский исторический журнал", принадлежащий к числу ведущих периодических изданий по древней истории.

## Ссылка
- Веб-страница журнала
- The Journal of Hellenic Studies (1880—2004) JSTOR